# Liste der namibischen Meister im Schach
Die Liste der namibischen Meister im Schach enthält die Gewinner der Einzelmeisterschaft im Schach Namibias.
Anmerkung: Die Liste ist möglicherweise nicht vollständig, da die Namibische Schachföderation (englisch Namibia Chess Federation) in frühen Jahren wenig publizierte und Deklarationen von Schachturnieren zu offiziellen nationalen Einzelmeisterschaften widersprüchlich sind.

## Herren
- 2000: ?
- 2001: Charles Eichab
- 2002: Leonhard Mueller[1]
- 2003: Werner Tjipueja
- 2004: Otto Nakapunda[2]
- 2005: Helmuth Leicher
- 2006: Reuben Beukes
- 2007: Charles Eichab
- 2008: Frans Dennis
- 2009: Charles Eichab
- 2010: Leonhard Mueller
- 2011: Max Baron Nitzborn
- 2012: Charles Eichab
- 2013: Goodwill Khoa
- 2014: Leonhard Mueller
- 2016: Charles Eichab
- 2017: Dante Beukes
- 2018: Charles Eichab
- 2019: Dante Beukes
- 2020: ausgefallen wegen der COVID-19-Pandemie
- 2021: Dante Beukes
- 2022: Charles Eichab
- 2023: Heskiel Ndahangwapo
- 2024: Heskiel Ndahangwapo

## Damen
- 2010: Kamutuua Tjatindi
- 2012: Nicola Tjaronda
- 2014: Nicola Tjaronda
- 2016: Lishen Mentile
- 2017: Lishen Mentile
- 2018: Nicola Tjaronda
- 2019: Nicola Tjaronda
- 2020: ausgefallen wegen der COVID-19-Pandemie
- 2021: Lishen Mentile
- 2022: Rauha Shipindo
- 2023: Jolly Nepando
- 2024: Lutopu Khoa